# 로이 미컬슨
랭벌드 조핸 "로이" 미컬슨(영어: Ragnvald Johan "Roy" Mikkelsen, 1907년 9월 15일 ~ 1967년 10월 29일)는 노르웨이의 콩스베르그에서 태어난 미국의 스키 선수이다. 그는 각각 레이크플래시드와 가르미슈파르텐키르헨에서 열린 1932년 동계 올림픽과 1936년 동계 올림픽에서 스키 점프 종목에 참가했다. 1924년에 미국으로 이민을 오게 되었으며, 1964년에 '미국 스키 명예의 전당'에 오르게 되었다.